# تانامبائو بساکای
تانامبائو بساکای (به لاتین: Tanambao Besakay) یک منطقهٔ مسکونی در ماداگاسکار است که در آمباتوندرازاکا واقع شده‌است. تانامبائو بساکای ۱۰٬۰۰۰ نفر جمعیت دارد و ۱٬۰۱۸ متر بالاتر از سطح دریا واقع شده‌است.